# 逃生梯

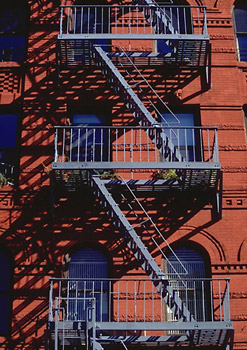
外牆式逃生梯

逃生梯又稱消防梯，為一種建築設施作為火災時的逃生通道，各國消防法多有規定設置，並列入建築消防執照檢查項目。
逃生梯通常別於主要日常樓梯，以做為第二通道的特性設置，美國有諸多早期建築以焊接鐵架的型態設置於建築外部，一方面不會構成建築結構負擔，二方面設於戶外不會佔用室內空間，三方面火災在外部逃生比較能避免煙囪效應。後期新建的建築基於美觀等因素，已將逃生梯改於建築內，並使用厚重但易單向開啟的防火門以避免火勢及煙霧沿逃生梯上竄至各樓層。